# Lorédan Larchey

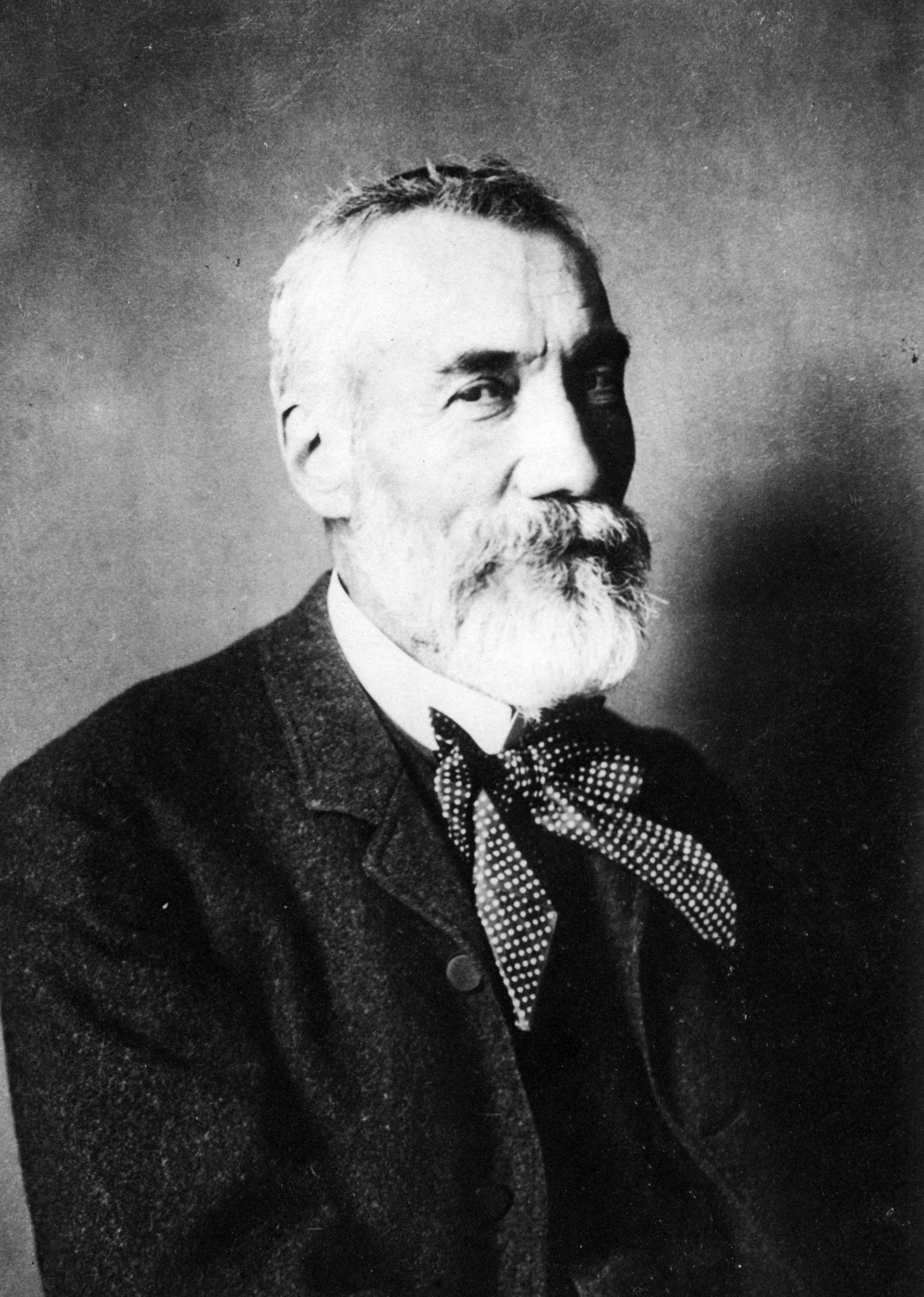
Lorédan Larchey

Lorédan Larchey (* 26. Januar 1831 in Metz; † 12. April 1902 in Menton) war ein französischer Bibliothekar, Lexikograf und Romanist.

## Leben und Werk
Larchey studierte Jura und an der École des Chartes, machte aber keinen Abschluss. Seine Bibliothekarslaufbahn führte ihn von 1852 bis 1886 durch die Pariser Bibliotheken Mazarine, Sainte-Geneviève und Arsenal. Er gründete die Zeitschriften La Revue anecdotique des lettres et des arts (1855 bis 1861) und La Petite Revue (1863) und war Mitarbeiter zahlreicher anderer Blätter.

Sehr erfolgreich war sein Argot-Wörterbuch  Les Excentricités de la langue française en 1860  (Paris 1860 in der Revue anecdotique  8 und 9), das in späteren Auflagen u. d. T. Les Excentricités du langage français (2. und 3. Aufl., Paris 1861), Les Excentricités du langage (4. Aufl., 1862, 5. Aufl., 1865),  Dictionnaire historique, étymologique et anecdotique de l'argot parisien (6. Aufl., Paris 1872), sowie  Dictionnaire historique d'argot (7. bis 10. Aufl., Paris 1878, 1880, 1881, 1888) erschien. 1883 und 1889 erschienen getrennt Supplemente, die den späteren Ausgaben hinzugefügt wurden. Die 6. Auflage wurde nachgedruckt unter dem gleichen Titel (Paris 1985), sowie u. d. T. Dictionnaire de l’argot parisien. Vorwort von Claude Duneton (Paris 1996). Die 9. Auflage 1881 wurde nachgedruckt u. d. T. Dictionnaire historique d’argot et des excentricités du langage (Paris 1982).

## Weitere Werke

### Romanistik und Lexikografie
- (Hrsg. mit François Guessard) Parise la Duchesse. Chanson de geste, Paris 1860, Nendeln 1966 (Les anciens poètes de la France 4).
- Les joueurs de mots, Paris 1867; u. d. T. L'Esprit de tout le monde, 2 Bde.  Paris 1892, 1893
- Dictionnaire des noms contenant la recherche étymologique des formes anciennes de 20200 noms relevés sur les annuaires de Paris, Paris 1880, Paris 1991, 1994
- Almanach des noms contenant l'explication de 2800 noms,  Paris 1881
- Nos vieux proverbes, Paris 1886

### Geschichte
- Mémoire historique sur l'hôpital Saint-Nicolas de Metz au moyen âge, Metz 1854
- (Hrsg.) Journal de Jehan Aubrion, bourgeois de Metz, avec sa continuation, par Pierre Aubrion, 1465–1512, Metz 1857
- Les Maîtres bombardiers, canonniers et couleuvriniers de la cité de Metz, Paris 1861
- (Hrsg.) Histoire du gentil seigneur de Bayard, composée par le loyal serviteur. Edition rapprochée du français moderne, Paris 1862, 1882 *Origines de l'artillerie française, 2 Bde., Paris 1862–1863
- Gens singuliers, Paris 1867, Bassac 1993 (Biographisches, u. a. zu François de Malherbe)
- Mémorial illustré des deux sièges de Paris 1870–1871, Paris 1872
- (Hrsg.) Journal de marche du sergent Fricasse de la 127e demi-brigade 1792–1802, Paris 1882
- (Hrsg.) Les Cahiers du capitaine Jean-Roch Coignet (1799–1815), Paris 1883 bis 1923, 1957, 1967 ; hrsg. von Jean Mistler, Paris 1968 (englisch : London 1897 ; deutsch: Von Marengo bis Waterloo, Memoiren des Capitaine Coigne, Stuttgart 1910)
- (Hrsg.) Les Suites d'une capitulation, relations des captifs de Baylen et de la glorieuse retraite du 116e régiment, Paris 1884 (Schlacht bei Bailén)